# Lean wit Me
«Lean wit Me» es una canción del cantante estadounidense de hip hop Juice Wrld. Fue incluida como la séptima canción de su álbum de estudio debut Goodbye & Good Riddance (2018). "Lean wit Me" fue lanzado como el tercer sencillo del álbum el 22 de mayo de 2018. La canción fue escrita por Juice Wrld y producida por Nick Mira.
Tras su lanzamiento, "Lean Wit Me" recibió críticas positivas de críticos de música contemporánea. En los Estados Unidos, alcanzó el puesto sesenta y ocho en la lista Billboard Hot 100 de Estados Unidos. Desde entonces, el sencillo ha sido certificado Platino por la Recording Industry Association of America (RIAA). El video musical adjunto fue dirigido por Sherif Alabede y muestra la larga batalla de Higgins con la adicción a las drogas junto a su novia. Presenta un mensaje que promueve la Línea Directa Nacional de Tratamiento de Drogas y Alcohol (1-800-662-4357).

## Composición
"Lean wit Me" es una pista de hip hop a medio tiempo que tiene una duración de dos minutos y cincuenta y cinco segundos. Al igual que sus discos anteriores," Lean wit Me "es una canción de rap melódica agonizante. La composición contiene temas líricos oscuros con un fuerte fijación en la adicción y contemplaciones de la mortalidad. La letra está mezclada con referencias a narcóticos y atracones, que relatan cómo el abuso de sustancias puede conducir a la autodestrucción y al romance trágico. A medida que se desarrolla la narrativa lírica, Juice Wrld sufre las consecuencias de la indulgencia rima, "Hígado jodido con algunos riñones enfermos". A lo largo de la composición musical, su estilo vocal melódico a menudo raya en el canturreo melancólico.

## Video musical
El video musical que acompaña a "Lean wit Me" fue dirigido por el cineasta de Los Ángeles Sherif Alabede. Conocido por sus imágenes basadas en la narrativa, Aladebe tiene una estética oscura característica que tiene como objetivo dejar una impresión duradera en el público. Juice Wrld y Alabede buscaron crear un video oscuro que proporcionara una advertencia sobre las consecuencias del uso de drogas recreativas. El video muestra a Juice Wrld asistiendo a una sesión de terapia grupal. Alabede admitió que no estaba muy familiarizado con el estilo musical de Juice Wrld antes de ser contactado para dirigir el video. Sin embargo, se le informó sobre el enfoque del rap emo de Juice Wrld y quedó impresionado por su autenticidad. Sherif Alabede utilizó una reunión de Alcohólicos Anónimos para enmarcar la narrativa visual. Para fomentar la sensación de autenticidad, los extras incluidos en el video no eran actores y, en cambio, son alcohólicos en recuperación.

## Posicionamiento en lista
| Lista (2018–2019)                     | Posiciones |
| ------------------------------------- | ---------- |
| Canadá (Canadian Hot 100)             | 72         |
| Greece (IFPI)                         | 100        |
| Sweden Heatseeker (Sverigetopplistan) | 20         |
| Estados Unidos (Billboard Hot 100)    | 68         |
| US Hot R&B/Hip-Hop Songs (Billboard)  | 26         |
| US Hot Rap Songs (Billboard)          | 21         |
| US Rolling Stone Top 100              | 68         |
| US Rolling Stone Top 100              | 68         |